# Jay Rockefeller
John Davison "Jay" Rockefeller IV, född 18 juni 1937 i New York, är en amerikansk demokratisk politiker. Han var ledamot av USA:s senat från delstaten West Virginia 1985–2015. Han var guvernör i West Virginia 1977–1985.
Rockefellers farfars far var världens rikaste person John D. Rockefeller. Den inflytelserike republikanske senatorn Nelson W. Aldrich var i sin tur hans farmors far. En annan republikan, USA:s vicepresident och guvernören av delstaten New York, Nelson Aldrich Rockefeller, var Jay Rockefellers farbror. En annan farbror, Winthrop Rockefeller, var republikansk guvernör av Arkansas, medan Jay Rockefellers svärfar Charles H. Percy har varit republikansk senator från delstaten Illinois.